# ألمازول
ألمازول هي بلدية تقع في مقاطعة سوريا، في منطقة قشتالة وليون، في إسبانيا. يبلغ عدد سكانها 112 نسمة وذلك حسب إحصاء السكان سنة 2008. يبلغ ارتفاعها عن سطح البحر قرابة 199 متر. تبلغ مساحتها 67.86 كم².

## المناخ
تتميز ألمازول بمناخ البحر الأبيض المتوسط، بشتاء بارد طويل وصيف قصير دافئ.